# 长春市体育馆
长春市体育馆，位于中华人民共和国吉林省长春市朝阳区人民大街2999号。该体育馆归长春市体育局所有，亦作为中国男子篮球职业联赛吉林东北虎篮球俱乐部的比賽主場館使用。

## 历史
1955年初，长春市委市政府决定兴建一座大型综合体育馆，由市体委秘书长（主持工作）的周广田负责。1955年8月5日，奠基典礼举行。1956年4月，长春市体育馆破土动工。1957年11月7日，长春市体育馆落成使用，该体育馆坐西朝东，占地面积13 650平方米，设有座位4300多个。